# Danh sách câu lạc bộ bóng đá ở Scotland
Đây là danh sách các câu lạc bộ bóng đá ở Scotland. Danh sách này chính xác đến mùa giải 2014-15.

## CLB thành viên của Scottish Professional Football League

### Scottish Premiership
- Aberdeen
- Celtic
- Dundee
- Dundee United
- Hamilton Academical
- Inverness Caledonian Thistle
- Kilmarnock
- Motherwell
- Partick Thistle
- Ross County
- St. Johnstone
- St. Mirren

### Scottish Championship
- Alloa Athletic
- Cowdenbeath
- Dumbarton
- Falkirk
- Heart of Midlothian
- Hibernian
- Livingston
- Queen of the South
- Raith Rovers
- Rangers

### Scottish League One
- Airdrieonians
- Ayr United
- Brechin City
- Dunfermline Athletic
- Forfar Athletic
- Greenock Morton
- Peterhead
- Stenhousemuir
- Stirling Albion
- Stranraer

### Scottish League Two
- Albion Rovers
- Annan Athletic
- Arbroath
- Berwick Rangers (nằm ở Anh)
- Clyde
- East Fife
- East Stirlingshire
- Elgin City
- Montrose
- Queen's Park

## CLB thành viên của Scottish Highland League
- Brora Rangers
- Buckie Thistle
- Clachnacuddin
- Cove Rangers
- Deveronvale
- Formartine United
- Forres Mechanics
- Fort William
- Fraserburgh
- Huntly
- Inverurie Loco Works
- Keith
- Lossiemouth
- Nairn County
- Rothes
- Strathspey Thistle
- Turriff United
- Wick Academy

## CLB thành viên của Lowland League
- BSC Glasgow
- Dalbeattie Star
- East Kilbride
- Edinburgh City
- Edinburgh University
- Gala Fairydean Rovers
- Gretna 2008
- Preston Athletic
- Selkirk
- Spartans
- Stirling University
- Threave Rovers
- Vale of Leithen
- Whitehill Welfare

## CLB thành viên của East of Scotland League
- Burntisland Shipyard
- Civil Service Strollers
- Coldstream
- Craigroyston
- Duns
- Easthouses Lily Miners Welfare
- Eyemouth United
- Hawick Royal Albert
- Heriot-Watt University
- Kelso United
- Leith Athletic
- Lothian Thistle Hutchison Vale
- Ormiston
- Peebles Rovers
- Spartans Reserves
- Stirling University Reserves
- Tynecastle

## CLB thành viên của South of Scotland League
- Abbey Vale
- Creetown
- Crichton
- Dumfries YMCA
- Edusport Academy
- Fleet Star
- Heston Rovers
- Lochar Thistle
- Mid-Annandale
- Newton Stewart
- Nithsdale Wanderers
- St. Cuthbert Wanderers
- Upper Annandale
- Wigtown & Bladnoch

## Các CLB không nằm trong các giải đấu trên, nhưng vẫn được phép tham gia Scottish Cup
- Girvan (xem bên dưới, Scottish Junior Football Association, West Region)
- Glasgow University (Caledonian Amateur Football League)
- Golspie Sutherland (xem bên dưới, North Caledonian Football League)

## CLB thành viên của Scottish Junior Football Association

### West Region
- Annbank United
- Ardeer Thistle
- Ardrossan Winton Rovers
- Arthurlie
- Ashfield
- Auchinleck Talbot
- Beith Juniors
- Bellshill Athletic
- Benburb
- Blantyre Victoria
- Cambuslang Rangers
- Carluke Rovers
- Clydebank
- Craigmark Burntonians
- Cumbernauld United
- Cumnock Juniors
- Dalry Thistle
- Darvel
- Dunipace
- East Kilbride Thistle
- Forth Wanderers
- Girvan
- Glasgow Perthshire
- Glenafton Athletic
- Greenock Juniors
- Hurlford United.
- Irvine Meadow XI
- Irvine Victoria
- Johnstone Burgh
- Kello Rovers
- Kilbirnie Ladeside
- Kilsyth Rangers
- Kilwinning Rangers
- Kirkintilloch Rob Roy
- Lanark United
- Largs Thistle
- Larkhall Thistle
- Lesmahagow
- Lugar Boswell Thistle
- Maryhill
- Maybole
- Muirkirk
- Neilston Juniors
- Newmains United
- Petershill
- Pollok
- Port Glasgow
- Renfrew
- Rossvale
- Royal Albert
- Rutherglen Glencairn
- St Anthony's
- St Roch's
- Saltcoats Victoria
- Shettleston
- Shotts Bon Accord
- Stonehouse Violet
- Thorniewood United
- Troon
- Vale of Clyde
- Vale of Leven
- Whitletts Victoria
- Wishaw
- Yoker Athletic

### East Region
- Arbroath Victoria
- Armadale Thistle
- Arniston Rangers
- Ballingry Rovers
- Bankfoot Athletic
- Bathgate Thistle
- Blackburn United
- Blairgowrie
- Bo'ness United
- Bonnyrigg Rose Athletic
- Brechin Victoria
- Broughty Athletic
- Broxburn Athletic
- Camelon Juniors
- Carnoustie Panmure
- Coupar Angus
- Crossgates Primrose
- Dalkeith Thistle
- Downfield
- Dunbar United
- Dundee North End
- Dundee Violet
- Dundonald Bluebell
- East Craigie
- Edinburgh United
- Falkirk Juniors
- Fauldhouse United
- Forfar Albion
- Forfar West End
- Glenrothes
- Haddington Athletic
- Harthill Royal
- Hill of Beath Hawthorn
- Jeanfield Swifts
- Kelty Hearts
- Kinnoull
- Kirkcaldy YM
- Kirriemuir Thistle
- Linlithgow Rose
- Livingston United
- Lochgelly Albert
- Lochee Harp
- Lochee United
- Lochore Welfare
- Luncarty
- Montrose Roselea
- Musselburgh Athletic
- Newburgh
- Newtongrange Star
- Oakley United
- Penicuik Athletic
- Pumpherston
- Rosyth
- St Andrews United
- Sauchie
- Scone Thistle
- Spartans
- Steelend Victoria
- Stoneyburn
- Tayport
- Thornton Hibernian
- Tranent
- West Calder United
- Whitburn

### North Region
- Banchory St. Ternan
- Banks O' Dee
- Bishopmill United
- Bridge of Don Thistle
- Buchanhaven Hearts
- Buckie Rovers
- Burghead Thistle
- Colony Park
- Cruden Bay
- Culter
- Deveronside
- Dufftown
- Dyce Juniors
- East End
- Ellon United
- Fochabers
- Forres Thistle
- Fraserburgh United
- Glentanar
- Hall Russell United
- Hermes
- Inverness City
- Islavale
- Lewis United
- Longside
- Lossiemouth United
- Maud
- Nairn St. Ninian
- New Elgin
- Newmachar United
- Parkvale
- Portgordon Victoria
- RAF Lossiemouth
- Stonehaven
- F.C. Stoneywood
- Sunnybank
- Whitehills

## CLB thành viên của North Caledonian League
- Alness United
- Clachnacuddin Reserves
- Golspie Sutherland
- Halkirk United
- Invergordon
- Muir of Ord Rovers
- Thurso

## Các đội bóng rải rác khác ở cấp độ nghiệp dư
- Bannockburn Amateur (Caledonian Amateur Football League)
- Brightons (Central Scottish Amateur Football League)
- Burghead United (Moray District Welfare Football Association)
- Clydebank Rovers (Central Scottish Football League)
- Cupar Hearts (Kingdom Caledonian Football League)
- Danderhall Miners Welfare (Lothian and Edinburgh Amateur Football League)
- Drumchapel Amateur (Caledonian Amateur Football League)
- Dukla Pumpherston (Charity & Exhibition matches)
- Dumbarton Academy Former Pupils (Caledonian Amateur Football League)
- Eaglesham Amateur (Scottish Amateur Football League)
- East Kilbride YM (Caledonian Amateur Football League)
- Edinburgh Southern AFC (Lothian and Edinburgh Amateur Football League)
- Glasgow University (Caledonian Amateur Football League)
- Glasgow Harp (Caledonian Amateur Football League)
- Harestanes (Central Scottish Amateur Football League)
- Inverness Citadel (Inverness and District Welfare League)
- Links United (Caledonian Amateur Football League)
- Oban Saints (Scottish Amateur Football League)
- Polmont F.C. (Stirling & District Amateur Football Association)
- Rothesay Brandane (Caledonian Amateur Football League)
- Star Hearts (Kingdom Caledonian Football League)
- Steins Thistle (Central Scottish Amateur Football League)
- Tain Thistle (Ross-shire Welfare Football League)

## Các câu lạc bộ đã giải thể

### Các thành viên cũ của Scottish Football League
- Abercorn
- Airdrieonians (1894–2002)
- Armadale
- Ayr
- Ayr Parkhouse
- Bathgate
- Bo'ness
- Broxburn United
- Cambuslang
- Clackmannan
- Clydebank (1914–1932)
- Clydebank (1965–2002; trở thành Airdrie United)
- Cowlairs
- Dumbarton Harp
- Dundee Wanderers
- Dykehead
- Galston
- Gretna
- Helensburgh
- Johnstone
- King's Park
- Linthouse
- Lochgelly United
- Meadowbank Thistle (trở thành Livingston)
- Mid-Annandale
- Northern
- Port Glasgow Athletic
- Renton
- St Bernard's
- Solway Star
- Third Lanark
- Thistle

### Các câu lạc bộ được chọn lọc khác
- 23rd Renfrew RV
- Alexandra Athletic
- Blythswood
- Caledonian
- Callander
- Clydesdale
- Dumbreck
- Eastern
- Granville
- Inverness Citadel
- Inverness Thistle
- (Glasgow) Rovers
- Southern
- Tarff Rovers
- Tollcross United
- Western
- Whithorn

### Các câu lạc bộ trẻ được chọn lọc khác
- Blantyre Celtic
- Cronberry Eglinton
- Duntocher Hibernian
- Glenbuck Cherrypickers
- Parkhead
- Port Glasgow Athletic Juniors

## Các câu lạc bộ ở trường đại học
Tất cả các trường đại học ở Scotland đều có đội bóng đá, và nhiều trường cao đẳng nhỏ hơn cũng thế.
- University of Aberdeen
- University of Abertay Dundee
- University of Dundee
- Edinburgh University
- Edinburgh Napier University
- Glasgow University
- Glasgow Caledonian University
- Heriot-Watt University
- Queen Margaret University
- Robert Gordon University
- Stirling University
- University of Strathclyde
- University of St. Andrews
- University of the West of Scotland